# Дронь, Василий Семёнович
Василий Семёнович Дронь — советский хозяйственный, государственный и политический деятель.

## Биография
С 1936 года — на хозяйственной, общественной и политической работе. В 1936—1976 гг. — буровзрывник «Каббалкредмета», участник проходки первой автодороги, капитального рудоспуска, штольни «Капитальная», скоростник, участник Великой Отечественной войны, буровзрывник и начальник смены на шахтах № 1 и № 2 рудника «Молибден» Тырныуазского вольфрам-молибденового комбината, кладовщик базисного склада взрывчатых материалов в городе Нальчике.
Награждён знаком «Отличник соцсоревнования Наркомцветмета». Избирался депутатом Совета Национальностей Верховного Совета СССР 2-го созыва от Кабардинской АССР.